# Македонці (Болгарія)
Македо́нці (болг. Македонци) — село в Кирджалійській області Болгарії. Входить до складу общини Кирджалі.

## Населення
За даними перепису населення 2011 року у селі проживали 124 особи, з них 121 особа (99,2%) — турки.
Розподіл населення за віком у 2011 році:
Динаміка населення: